# Călușari
Călușari (/kə.lu'ʃarʲ/)  è la parola rumena per i partecipanti al tradizionale ballo popolare, il căluș oggigiorno è ritrovato principalmente nel sud della Romania.
La danza assomiglia strettamente alla danza morris inglese, nella coreografia, il significato del ballo rituale della spada, e i costumi, e il ballo in sé si crede sia stato preso in prestito dalla Dacia all'Europa Occidentale (Spagna, più tardi Inghilterra) tramite i Celti o i Goti.
La parola può anche essere compitata come călușarii (călușari in rumeno), călușeri, căluș, călușel e anche calusari, calushari, caluserim e calusheri.
Etimologicamente tutte queste varianze possono essere ripercorse a ritroso alla parola rumena cal (Cavallo), che deriva a sua volta dal latino caballus.
Il ballo tradizionale è messo in scena dai valacchi della Serbia e della Bulgaria.